# Versace on the Floor
Versace on the Floor è un singolo del cantautore statunitense Bruno Mars, pubblicato il 12 giugno 2017 come terzo estratto dal terzo album in studio 24K Magic.

## Versione remix
Il 27 giugno 2017 il DJ francese David Guetta ha remixato la canzone portandola al successo in Italia.

## Successo commerciale
Il singolo era già stato pubblicato il 4 novembre 2016 come singolo promozionale negli Stati Uniti per la promozione del terzo album in studio 24K Magic, mentre dal 12 giugno 2017 come terzo singolo ufficiale.

## Classifiche
| Classifica (2017) | Posizione massima |
| ----------------- | ----------------- |
| Filippine         | 3                 |